# Caçador
Caçador este un oraș în Santa Catarina (SC), Brazilia.